# 라흐몬 나비예프
라흐몬 나비예프(타지크어: Раҳмон Набиев, 1930년 10월 5일~1993년 4월 11일)는 타지키스탄의 제2대 대통령이었다.
1992년 타지키스탄 내전이 일어났을 때, 그는 이슬람 반군과의 전투에서 승리했다. 그러나 건강 악화로 인해 자신의 후계자였던 에모말리 라흐몬에게 대통령직을 넘겨주게 되었다.

## 같이 보기
- 타지키스탄의 대통령

## 역대 선거 결과
| 선거명      | 직책명              | 대수 | 정당              | 득표율 | 득표수      | 결과 | 당락 |
| ----------- | ------------------- | ---- | ----------------- | ------ | ----------- | ---- | ---- |
| 1990년 선거 | 타지키스탄의 대통령 | 1대  | 타지키스탄 공산당 | 38.7%  | 89표        | 2위  | 낙선 |
| 1991년 선거 | 타지키스탄의 대통령 | 2대  | 타지키스탄 공산당 | 60.44% | 1,321,189표 | 1위  |      |